# Dobbratz Glacier
Dobbratz Glacier är en glaciär i Antarktis. Den ligger i Västantarktis. Chile gör anspråk på området. Dobbratz Glacier ligger 1 127 meter över havet.
Terrängen runt Dobbratz Glacier är huvudsakligen kuperad, men den allra närmaste omgivningen är platt. Trakten är obefolkad. Det finns inga samhällen i närheten. 